# Stazione di Hanwell
La stazione di Hanwell è una stazione della Elizabeth Line situata nel borgo londinese di Ealing. È servita ogni ora da quattro treni suburbani transitanti sulle due direzioni della ferrovia sulla Great Western Main Line, e nel futuro sono previste ulteriori intensificazioni.